# Watertoren (Zutphen Warnsveldseweg)
In 1926-1927 werd in Zutphen net buiten de stadsmuren een watertoren gebouwd door 'Hollandsche Maatschappij' tot het Maken van Werken in Gewapend Beton. Deze toren is gelegen aan de Warnsveldseweg en is ontworpen door de architect Hendrik Sangster. Deze toren werd gebouwd ter vervanging van de Drogenapstoren die destijds als watertoren gebruikt werd.
De watertoren heeft een hoogte van 46,2 meter en een waterreservoir met een inhoud van 600 m³.
In 1984 zijn in het onderste deel van de toren appartementen gebouwd. Het waterreservoir boven in de toren is nog steeds in gebruik en fungeert als buffer voor enkele honderden huishoudens van de stad Zutphen.
Aalten · 
Arnhem ·
Berg en Dal ·
Bontebrug ·
Culemborg ·
Doetinchem ·
Doorwerth ·
Ede ·
Eibergen ·
Ermelo ·
Harderwijk ·
Leur ·
Lochem · 
Nijkerk ·
Nijmegen ·
Oosterbeek ·
Radio Kootwijk ·
Tiel 
(Oude ·
Nieuwe) ·
Ulft ·
Wageningen
(Generaal Foulkesweg · Belvedère) ·
Winterswijk ·
Wolfheze ·
Zaltbommel
(Oude · Nieuwe) ·
Zutphen
(Drogenapstoren · Warnsveldseweg) ·